# Betrogen bis zum jüngsten Tag
Betrogen bis zum jüngsten Tag ist ein deutscher Antikriegsfilm der DEFA von Kurt Jung-Alsen aus dem Jahr 1957. Er beruht auf der 1955 erschienenen Novelle Kameraden von Franz Fühmann.

## Handlung
Im Juni 1941 lagern die deutschen Truppen nahe der litauischen Grenze. Aufgrund exzellenter Leistungen beim Schießen erhalten der Obergefreite Wagner, der Gefreite Lick und Oberschütze Paulun Sonderurlaub. Kurz vorher hat sich Angelika, die Tochter von Hauptmann von der Saale, von der Front verabschiedet und den Heimweg angetreten. Ihr Vater wollte ihr eine Freude mit dem Fell eines selbsterlegten Fuchses machen, doch war dieses nicht rechtzeitig präpariert worden. Die drei Schützen nehmen den Fuchs wenig später mit und wollen ihn nachträglich zum Bahnhof bringen. Alle drei haben ein schlechtes Gewissen, weil sie einige überzählige Patronen nicht der Vorschrift gemäß abgegeben, sondern behalten haben. Als sie an einem Teich einen Reiher sehen, wollen sie ihn schießen. Dabei verirrt sich eine Kugel und tötet die am Teich sitzende Angelika. Alle drei Soldaten werden panisch und vergraben die Leiche am Teich. Vor allem Paulun hat der Tod seelisch schwer erschüttert. Nach einem Kneipenbesuch kehren alle drei ins Lager zurück, doch reagiert Paulun hysterisch und bricht zusammen, als ihm Lick mit den Strümpfen Angelikas, die er in der Tasche hat, das Gesicht abwischt.
Es kommt zur Truppenübung und Lick und Werner müssen prompt zum Seeufer robben, wo Angelika begraben liegt. Der Stein, den die Männer auf ihr Grab gelegt haben, ist unverrückt. Da Paulun jedoch eine ständige Gefahr ist, weiht Lick seinen Vater, einen SS-General, ein. Der lässt Angelika ausgraben und präsentiert sie vor der gesamten Truppe als Opfer der Russen. Auf Befehl Hitlers greift die Armee am selben Tag die Sowjetunion an und richtet unter der Bevölkerung ein Blutbad an. Als schließlich als Vergeltungsmaßnahme für den Tod Angelikas eine Reihe litauischer Frauen hingerichtet werden soll, will Paulun dem Hauptmann die Wahrheit sagen, doch fällt Lick ihm ins Wort. Er stellt Paulun als seelisch zerrüttet und in der Folge des Krieges verrückt geworden hin. Die Frauen werden erschossen, auch wenn der Hauptmann ahnt, dass er nicht die Wahrheit weiß, sie jedoch auch nicht wissen will. Wenig später fahren Wagner, Lick und Paulun im Motorrad einen leeren Waldweg entlang. Plötzlich versucht Paulun zu fliehen und wird von Lick im Lauf erschossen. Lick begibt sich wieder zum Motorrad und weist Wagner an, sein im Entsetzen fallengelassenes Gewehr aufzuheben. Nach einem Moment der Starre hebt Wagner sein Gewehr auf und fährt mit Lick davon.

## Produktion
Betrogen bis zum jüngsten Tag beruht auf der 1955 geschriebenen Novelle Kameraden von Franz Fühmann. Der 1956 gedrehte Film erlebte am 7. März 1957 im Berliner Kino Babylon seine Premiere und lief am 23. April 1957 auf DFF 1 erstmals im Fernsehen der DDR. Die Filmbauten stammen von Artur Günther.
Der Film gilt rückblickend als „einer der überzeugendsten Filme, die die DEFA in den fünfziger Jahren dreht“ und als „Besonderheit und […] Glücksfall unter den antifaschistischen Filmen der DEFA“. Im Gegensatz zu ähnlichen Werken verzichtete er weitgehend auf Agitation. Dialoge werden spärlich eingesetzt, eine Filmmusik fehlt, bis auf gesungene Marschlieder, vollkommen.
Betrogen bis zum jüngsten Tag wurde 1957 auf den Internationalen Filmfestspielen von Cannes als Beitrag der DDR im Wettbewerb um die Goldene Palme eingereicht. Aufgrund öffentlicher Kontroversen – unter anderem intervenierte die Bundesrepublik und beharrte auf ihrem Alleinvertretungsanspruch – konnte er schließlich nur im Rahmenprogramm des Wettbewerbs gezeigt werden. Es war der erste DEFA-Film, der für den Wettbewerb um die Goldene Palme auf den Filmfestspielen von Cannes eingereicht wurde; zuvor waren bereits 1956 Zar und Zimmermann sowie Der Teufelskreis außerhalb des Festivals gezeigt worden. Die Bundesrepublik hatte 1957 in Cannes die Literaturverfilmung Rose Bernd von Wolfgang Staudte eingereicht, die von der internationalen Kritik vor allem im Vergleich zum DEFA-Film verrissen wurde. Die Times nannte diesen Film langweilig und manieriert, und bedauerte, dass der DEFA-Film nicht im Wettbewerb laufen durfte, da er eine herbe Poesie besitze und dessen Regie ausgezeichnet und straff sei. Nach der Aufführung in Cannes konnte Betrogen bis zum jüngsten Tag in elf Länder verkauft werden, darunter nach Großbritannien und Dänemark. In der Bundesrepublik wurde die gewerbliche Nutzung des Films 1957 hingegen vom Interministeriellen Ausschuß für Ost-West-Filmfragen verboten, da er dazu geeignet und „offenbar auch dazu bestimmt [sei], die Grundlagen des Staates in Zweifel zu stellen und zu erschüttern.“

## Kritik
Die zeitgenössische Kritik schrieb, dass der Film „in der Tradition eines guten Erzählkinos [wurzelt]. Die lineare Fabel ist durch keinerlei Beiwerk belastet. Fast stets im Zentrum des Geschehens: die ‚drei Kameraden‘. Reaktionen erwachsen unmittelbar aus den Ereignissen, die Psychogramme bilden sich zusehends ab. Eine knappe Metaphorik unterstützt behutsam, unaufdringlich.“
Der Filmdienst nannte Betrogen bis zum jüngsten Tag eine „künstlerisch überzeugende DEFA-Produktion, ausgezeichnet gespielt und fotografiert und ohne die übliche Musikuntermalung.“
Cinema schrieb: „Der bittere Film verzichtet auf Propaganda-Pathos. Fazit: Nüchternes, doch sehr bewegendes DDR-Kino“.